# Viaduc d'Anseremme
Le viaduc d'Anseremme, connu sous le nom de pont ferroviaire de Dinant, est un pont ferroviaire franchissant la Meuse, dans la province de Namur, en Belgique. Portant la ligne ferroviaire 166, il assure la jonction entre Namur et Bertix en franchissant la Meuse sur environ 350 mètres de longueur. C'est le premier pont ferroviaire sur la Meuse en Belgique en venant de la France, dans le sens du courant du fleuve.
Aménagement d'importance nationale pour le réseau ferroviaire et le rattachement du territoire rural belge ainsi que les échanges commerciaux durant le XXe siècle entre le sillon Sambre-et-Meuse, la Lorraine et le Luxembourg, il permet la continuité de la ligne ferroviaire 166 entre les gares d'Anseremme et de Dinant et la liaison Namur-Bertrix.

## Situation
Le pont ferroviaire se trouve à Anseremme, aujourd'hui 'section' de la commune namuroise de Dinant en région wallonne. Ce pont est le premier pont ferroviaire que l'on rencontre en Belgique après avoir franchi la frontière franco-belge à 16 km de là. En amont, le pont ferroviaire est précédé par l'écluse 2 dite de Waulsort à 7 km, par le pont d'Hastière-Lavaux à 10,5 km et par le pont ferroviaire d'Anchamps-Laifour (France) d'environ 57 km ; alors qu'en aval, il est directement suivi par l'écluse 3 dite d'Anseremme, par le viaduc Charlemagne à quelque 600 mètres et par le pont ferroviaire de Godinne-Dinant à environ 8,6 km.

## Description de l'ouvrage
Le pont est un pont ferroviaire en poutre en treillis de types tablier inférieur, Warren, Warren avec montants et continue d'environ 350 mètres de longueur. Il est composé de cinq travées dont les trois principales franchissent la Meuse.
La longueur de l'ouvrage est de 255 mètres environ, et ce sans tenir compte des deux petites travées dites d'approche. Les trois travées principales qui franchissent la Meuse sont longues de 81,5 mètres pour les deux travées à l'extérieur et de 89,65 mètres pour la travée du milieu ; la plus importante du pont. Les travées sont maintenues chacune par deux maîtresses-poutres de rive en treillis. Sur les trois travées, deux sont datées de 1942 alors que celle sur la rive gauche date de 1997.

Au total, le pont ferroviaire aura nécessité 6 800 tonnes d'acier et 11 000 m3 de béton armé lors de sa construction à la toute fin du XIXe siècle.

Vues du pont ferroviaire d'Anseremme
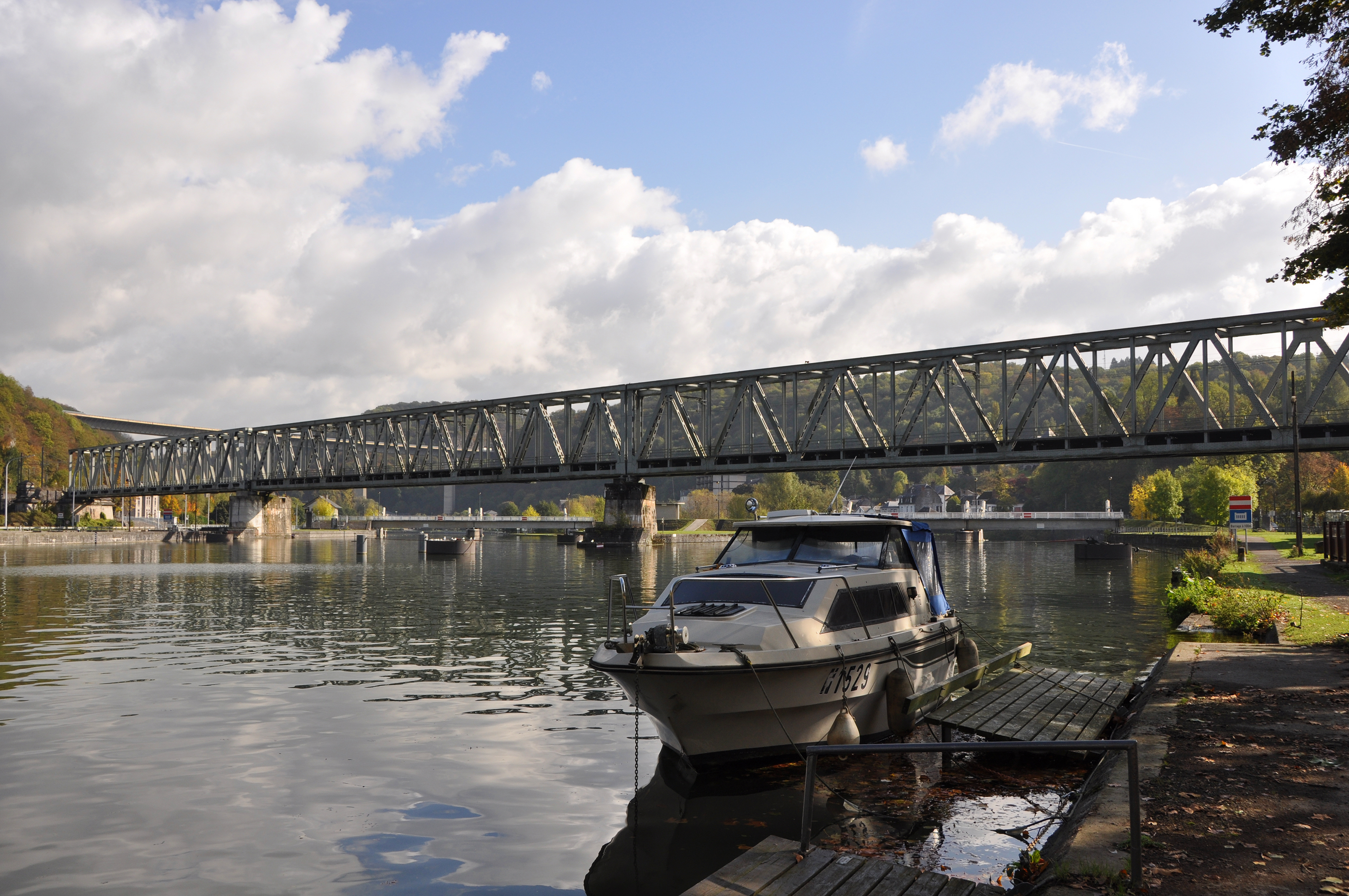
Vue depuis l'amont
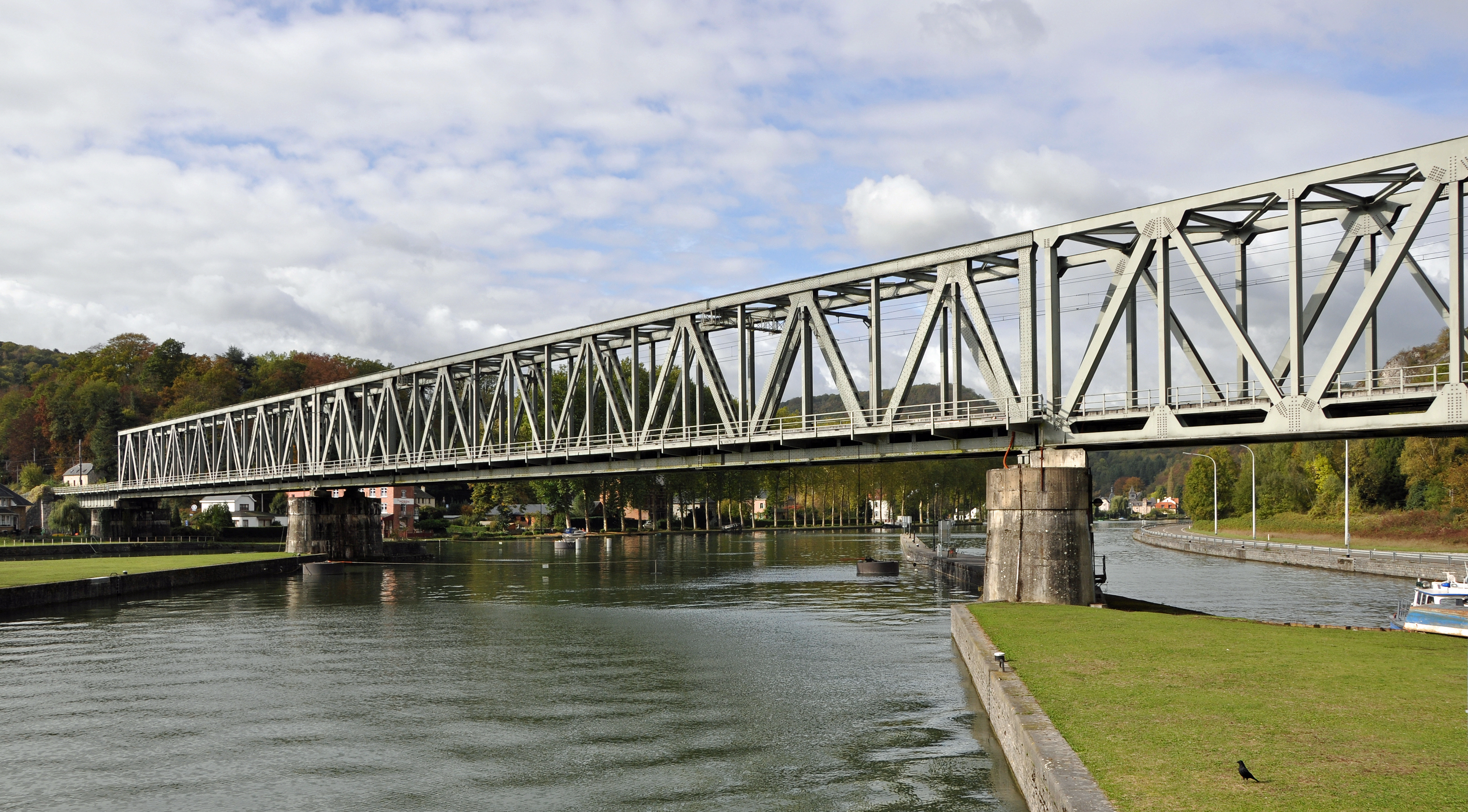
Vue depuis l'aval
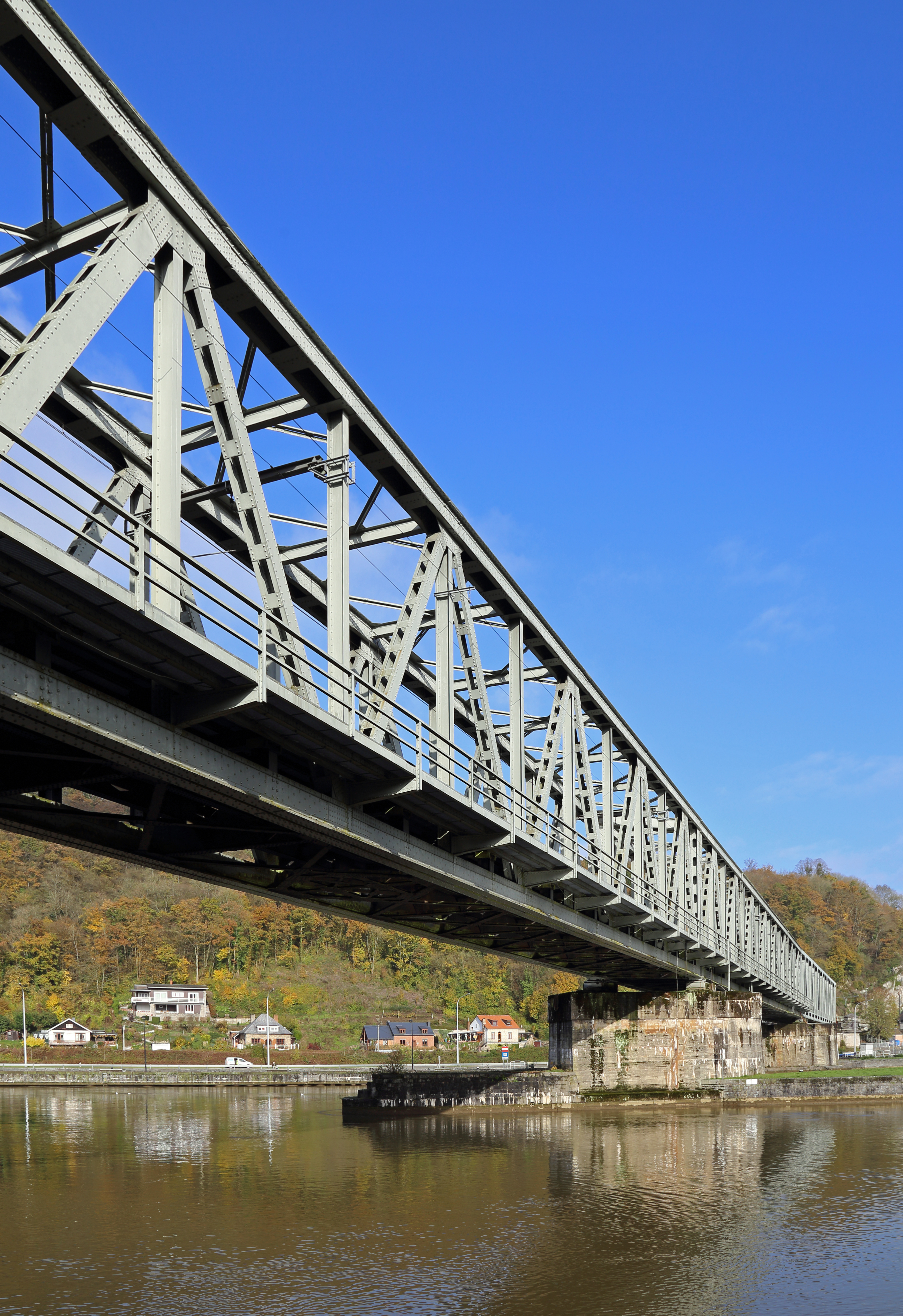
Vue du treillis

## Histoire
Le pont ferroviaire est construit de 1896 à 1898 avec près d'un an de retard. Il est inauguré le 1er juin 1898 en même temps que le tronçon « Anseremme-bifurcation Neffe ».
Le 22 août 1914 à 17h30, l'armée française dynamite le pont pour mieux se défendre contre l'avancée allemande pendant la Première Guerre mondiale. Il est reconstruit quelques mois plus tard, entre le 26 septembre et le 17 octobre, par la Gutehoffnungshütte. Il faut attendre le 12 mai 1940 pour qu'il soit une nouvelle fois dynamité et cette fois-ci encore pour ralentir l'avancée allemande pendant la Seconde Guerre mondiale ; c'est le génie belge qui se charge alors du dynamitage sous la pression du génie français. Il sera reconstruit en 1942 avant d'être de nouveau dynamité mais cette fois-ci par les allemands qui tentent de créer un maximum de dégâts lors de leur retraite, en septembre 1944. Les Ateliers de Jambes-Namur se chargeront dès lors de la reconstruction du pont en 1945. Il faut attendre toutefois l'année 1997 pour que le pont ferroviaire ait l'aspect qu'il a actuellement avec le remplacement de la dernière travée d'origine.

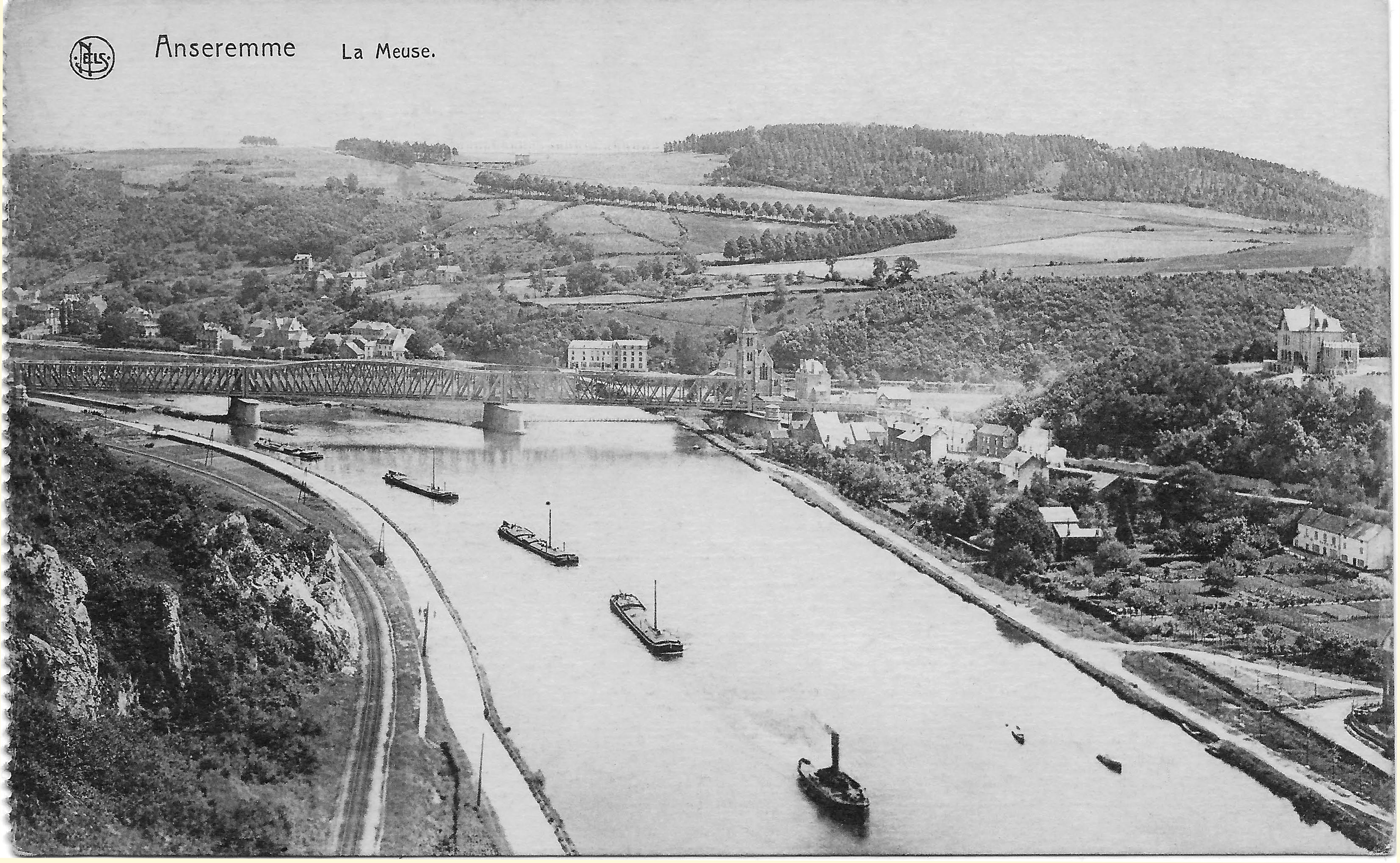
Vue du pont depuis l'amont. Des bateaux remontent le fleuve durant la Seconde Guerre mondiale avant le dynamitage qui a lieu en 1914.

Sur le pont ferroviaire d'origine, une passerelle piétonne était accolée à la voie ferrée ; large 1,8 mètre, elle est présente car, pour la construction depuis la rive gauche, l'ouvrage est en courbe et cet espace 1,8 mètre était nécessaire à la construction du pont. La nouvelle travée en 1997 n'offrant pas de passerelle piétonne, il est désormais impossible de traverser le pont ferroviaire.
Le projet de rénovation en 1997 était censé être un projet de construction d'un tout nouveau pont pour un pont ferroviaire à double-voies mais celui-ci sera abandonné pour juste remplacer la travée de 1898.